# Jagdstaffel 73
A Jagdstaffel 73, conhecida também por Jasta 73, foi um esquadra de aeronaves da Luftstreitkräfte, o braço aéreo das forças armadas alemãs durante a Primeira Guerra Mundial. No total, a esquadra abateu 29 aeronaves inimigas, incluindo sete durante a noite e um balão de observação.

## Aeronaves
- Pfalz Dr.I